# Aretha Brown
Aretha Brown, ou Aretha Stewart-Brown (née à Melbourne le 11 novembre 2000), est une militante engagée pour la jeunesse aborigène australienne, humoriste, artiste et ancienne Première ministre du Parlement national de la jeunesse aborigène.  
Aretha Brown intervient lors de conférences, prononce des discours et anime des cérémonies de reconnaissance territoriale pour diverses organisations, notamment le Conseil australien des syndicats (ACTU), Landcare, Minus 18, l’université de Melbourne, les Jesuit Social Services (en), la One Tree Foundation, Mission Australia (en), le Sanctuaire du Souvenir, Triple J et le Royal Australasian College of Surgeons (en).

## Biographie
Aretha Stewart-Brown est la fille de Paulie Stewart (en), chanteur du groupe de rock Painters and Dockers (en), et de Donna Brown, artiste aborigène contemporaine. Son arrière-grand-père aborigène était mitrailleur à la bataille de Kokoda pendant la Seconde Guerre mondiale, mais n'a pas eu le droit de vote à son retour.
Pendant son enfance, la famille s’installe dans la petite communauté de Nambucca Heads, au nord de la Nouvelle-Galles du Sud, afin de se rapprocher de son clan Gumbaynggirr. Plus tard, ils retournent à Melbourne pour qu’Aretha puisse poursuivre sa scolarité au lycée Williamstown. En 2019, elle commence des études en arts à l’université de Melbourne.

## Art et activisme
L’art d'Aretha Brown s’inspire de son quotidien dans la banlieue ouest de Melbourne et de son parcours en tant qu’adolescente queer. Sa première peinture, Time is on our Side, You Mob (2018), est sélectionnée pour l’exposition Top Arts 2019 à la National Gallery of Victoria, qui met en lumière les jeunes artistes et leur exploration des enjeux contemporains.  
Son travail dans le street art et la peinture murale s’étend jusqu’à une représentation internationale de l’art des Aborigènes d'Australie, notamment au consulat australien de New York et à l’ambassade d’Australie à Delhi.  
En 2014, Aretha Brown est choisie pour représenter l’État australien lors des commémorations du centenaire du débarquement de Gallipoli en Turquie, en hommage aux soldats aborigènes ayant combattu pendant la Première Guerre mondiale,.  
En 2017, elle s’adresse à environ 50 000 manifestants à Melbourne lors du rassemblement Invasion Day, appelant au changement de la date de la fête nationale australienne,. Elle participe également à la marche de 2018 ainsi qu’à d’autres événements et manifestations liés au National Aborigines and Islanders Day Observance Committee (NAIDOC) depuis cette période. La même année, elle prend part au Parlement national de la jeunesse à Canberra, où 60 de ses pairs l’élisent première Première ministre aborigène de la jeunesse australienne. À ce titre, elle rencontre le Premier ministre Malcolm Turnbull, le chef de l’opposition Bill Shorten et le gouverneur général Sir Peter Cosgrove. Son député local, Tim Watts (en), salue publiquement ses accomplissements à la Chambre des représentants.  
Aretha Brown intervient à la radio ABC Melbourne (en), dans l’émission nationale ABC News Breakfast (en) et sur NITV (National Indigenous Television (en)) pour parler de son engagement à Canberra. En 2017, elle participe au documentaire télévisé Advice to My Twelve Year Old Self, consacré aux femmes leaders australiennes,.